# Skelliška otoka
Skelliška otoka (angleško Skellig Islands, irsko Na Scealaga), nekoč znana kot Skellocks , sta dva majhna, strma in skalnata otoka, ki ležita približno 13 km zahodno od Bolus Heada na polotoku Iveragh v grofiji Kerry na Irskem. Skellig Michael ali Veliki Skellig je skupaj z Malim Skelligom v središču 364 ha velikega pomembnega območja za ptice, ki ga je leta 2000 ustanovil BirdWatch Ireland . Skellig Michael (irsko Sceilg Mhichíl) ali Veliki Skellig je znan tudi po zgodnjekrščanskem samostanu, ki je na seznamu Unescove svetovne dediščine.

## Mali Skellig
Manjši od dveh otokov je Mali Skellig (Little Skellig, irsko Sceilig Bheag) (referenca omrežja V268618). Za javnost je zaprt; na njem je največja kolonija severnega strmoglavca (Morus bassanus) na Irskem s skoraj 30.000 pari, tudi ena največjih na svetu in mednarodnega pomena. Otok je visok 134 m in je približno 1,5 km severovzhodno od Velikega Skelliga. 

## Veliki Skellig
Sceilig Mhichíl v irščini je večji od obeh otokov z dvema vrhovoma, višjima od 230 m nad morjem. S krščanskim samostanom iz 6. stoletja, ki je na polici blizu spodnjega vrha na 160 m nadmorske višine, je od leta 1996 na Unescovem seznamu svetovne dediščine.
Na njem domuje veliko pomembnih vrst morskih ptic, ki so zaščitene na otoku, ki je naravni rezervat v lasti države in je pomembno območje za ptice in posebno območje varstva.
Ustrezna zakonodaja Evropske unije, Ptičja direktiva, je bila posodobljena leta 2009, leta 2010 pa je irski minister za okolje, dediščino in lokalno vlado izdal zakon, ki varuje Skelliška otoka. Zaščitene ptice so:
- ledni viharnik (Fulmarus glacialis)
- atlantski viharnik (Puffinus puffinus)
- strakoš (Hydrobates pelagicus)
- strmoglavec (Morus bassanus) (Mali Skellig ima največjo kolonijo severnega viharnika in eno največjih na svetu)
- črnonogi galeb (Rissa tridactyla)
- navadna lumna (Uria aalge)
- atlantski mormon (Fratercula arctica)

### Zgodovina
Po izročilu je bil na otoku pokopan Ir, sin Míla Espáina. Besedilo iz 8. ali 9. stoletja omenja, da je Duagh, kralj zahodnega Munstra, po sporu s kralji iz Cashela pobegnil na "Scellecc", vendar ni znano, ali so se ti dogodki dejansko zgodili.
Natančen datum nastanka samostana ni znan . Prva omemba samostanske dejavnosti na otoku je zapis o smrti "Suibhini Skelig" iz 8. stoletja; sveti Fionan naj bi ustanovil samostan v 6. stoletju.
Območje samostana na otoku je na terasasti polici 180 metrov nad morjem. Bilo je šest panjem podobnih samostanskih celic, dva oratorija, več kamnitih križev in plošč ter tudi kasnejša srednjeveška cerkev. Celice in oratorija so iz suho sezidanih kamnitih nepravih obokov. Razvit je bil sistem za zbiranje in čiščenje vode v cisternah. Verjetno tukaj ni živelo nikoli več kot 12 menihov in opatov . Eremitorij (samotno bivališče) je bil na južnem vrhu.
Innisfallenska kronika (Annals of Innisfallen) omenja vikinški napad leta 823. Kraj je bil posvečen svetemu Mihaelu najmanj leta 1044 (ko je bila omenjena smrt "Aedh of Scelic-Mhichí"), vendar pa je bila posvetitev že leta 950, ko je bila samostanu dodana nova cerkev in se je imenovala cerkev svetega Mihaela.
Samostan je deloval neprekinjeno do 12. ali 13. stoletja. V tem času je podnebje okoli otoka postalo hladnejše, več je bilo neviht, kar je skupaj s spremembami v strukturi irske cerkve spodbudilo skupnost, da je zapustila otok in se odpravila v samostan v Ballinskelligs.

### V popularni kulturi
- Otok je skrivnostni dom Luka Skywalkerja v znanstveno fantastičnih filmih Vojna zvezd: Sila se prebuja (2015) in Vojna zvezd: Poslednji jedi (2017). Snemanje in s tem turizem na otoku ogrožata gnezdenje ptic in zaščito zgodovinskih struktur.
- Dokumentarni film BBC-ja Civilization: Personal View by Kenneth Clark (Civilizacija: Osebni pogled Kannetha Clarka) iz leta 1969 je v prvi epizodi na kratko predstavil Veliki Skellig.
- Otok je prikazan v drugi epizodi BBC-jevega dokumentarnega filma Zgodovina krščanstva.
- Otok je končni prizor v filmu  Wernerja Herzoga Stekleno srce.
- Pesem Loreene McKennitt  z naslovom Skellig na njenem albumu The Book of Secrets iz leta 1997 povezuje besede umirajočega meniha iz samostana na Velikem Skelligu.
- S "Skellige Isles" ali "Skellige" v seriji The Witcher (Čarovnik) so mišljeni Skelliški otoki.

## Narava
Skelliška otoka sta znana po svojih kolonijah morskih ptic in sta eno najpomembnejših krajev za morske ptice na Irskem glede na velikost in pestrost vrst. Med gnezdilkami so strakoš (Hydrobates pelagicus), strmoglavec, ledni viharnik (Fulmarus glacialis), atlantski viharnik (Puffinus Puffinus), črnonogi galeb (Rissa tridactyla), navadna lumna (Uria aalge), mala njorka (Alca torda) in atlantski mormon (Fratercula arctica) (s 4000 ali več osebki samo na Velikem Skelligu). Rdečekljuno planinsko vrano (Pyrrhocorax Pyrrhocorax) in sokola selca (Falco peregrinus) je tudi mogoče videti.
V okoliških vodah je veliko živalskega sveta s številnimi sivi tjulnji (Halichoerus grypus). Morski pes orjak (Cetorhinus maximus), pritlikavi kit (Balaenoptera acutorostrata), delfini (Delphinidae), kljunati kiti in morske želve usnjače (Dermochelys coriacea) so bile prav tako opažene. Otoki imajo veliko zanimivih mest za potapljanje, voda je bistra, v njej je obilje življenja, podvodne čeri so do 60 metrov globine.

## Galerija
- Pristanišče na Velikem Skelligu
- Veliki Skellig
- Mali Skellig
- Mali Skellig z Velikega Skelliga
- Samostanske celice na Velikem Skelligu